# Alpine Skiweltmeisterschaften 1985
Die 28. Alpinen Skiweltmeisterschaften fanden vom 31. Januar bis 10. Februar 1985 in Bormio und Santa Caterina Valfurva in Italien statt. Die Vergabe erfolgte durch die FIS bei ihrem 34. Kongress im Jahr 1983 in Sydney. Zugleich wurde hier auch der Beschluss gefällt, an Olympischen Spielen keine Weltmeisterschafts-Medaillen mehr zu vergeben und stattdessen die Skiweltmeisterschaften alle zwei Jahre durchzuführen.

## Erwähnenswertes
- Es gab nur eine Titelverteidigung, u. zw. in der Damen-Kombination; allerdings waren zwei Titelträger von 1982 wegen Karriere-Ende nicht mehr dabei.
- Nach der Nichterlaubnis zum Start bei den vorjährigen Olympischen Winterspielen durfte der eine so genannte «B-Lizenz» besitzende Ingemar Stenmark wieder an einem Großereignis teilnehmen.
- Wie schon bei den Olympischen Spielen 1984 blieb Österreich ohne Goldmedaille; es war dies bei Weltmeisterschaften erstmals seit 1966, als die Abfahrts-Goldmedaille bei den Damen nachträglich an Frankreich fiel.
- Die Damen-Abfahrt musste abgebrochen und erneut ausgetragen werden, womit sowohl die Abfahrt der Herren als auch der Damen am selben Tag durchgeführt wurden, was praktisch eine Wiederholung des Szenariums von den Olympischen Spielen 1984 war – bei Weltmeisterschaften war dies bislang nur einmal der Fall gewesen, u. zw. 1962.
- Bei den Siegerehrungen für Markus Wasmeier ertönte versehentlich die ostdeutsche Nationalhymne Auferstanden aus Ruinen

## TV-Übertragungen
Einschließlich der Studiosendungen plante der ORF, 30 Stunden lang zu übertragen.

## Männer
Marc Girardelli bekam von der FIS die Teilnahme-Erlaubnis. Zwar war er noch kein Staatsbürger von Luxemburg, doch hatte er bei den dortigen Behörden einen dementsprechenden Antrag gestellt. Es kam noch zu diversen Protesten, als FIS-Präsident Marc Hodler die Starterlaubnis erteilte.

### Abfahrt
| Platz | Land | Sportler               | Zeit        |
| ----- | ---- | ---------------------- | ----------- |
| 1     | SUI  | Pirmin Zurbriggen      | 2:06,68 min |
| 2     | SUI  | Peter Müller           | 2:06,79 min |
| 3     | USA  | Doug Lewis             | 2:06,82 min |
| 4     | SUI  | Franz Heinzer          | 2:07,45 min |
| 5     | AUT  | Franz Klammer          | 2:07,64 min |
| 6     | AUT  | Peter Wirnsberger      | 2:07,70 min |
| 7     | AUT  | Helmut Höflehner       | 2:08,01 min |
| 8     | SUI  | Conradin Cathomen      | 2:08,03 min |
| -     | -    | -                      | -           |
| 17    | AUT  | Harti Weirather        | 2:09,52 min |
| 20    | FRG  | Markus Wasmeier        | 2:09,73 min |
| 22    | FRG  | Klaus Gattermann       | 2:10,73 min |
| 24    | FRG  | Sepp Wildgruber        | 2:10,94 min |
| 26    | FRG  | Peter Roth             | 2:11,68 min |
| 40    | MEX  | Hubertus von Hohenlohe | 2:18,05 min |

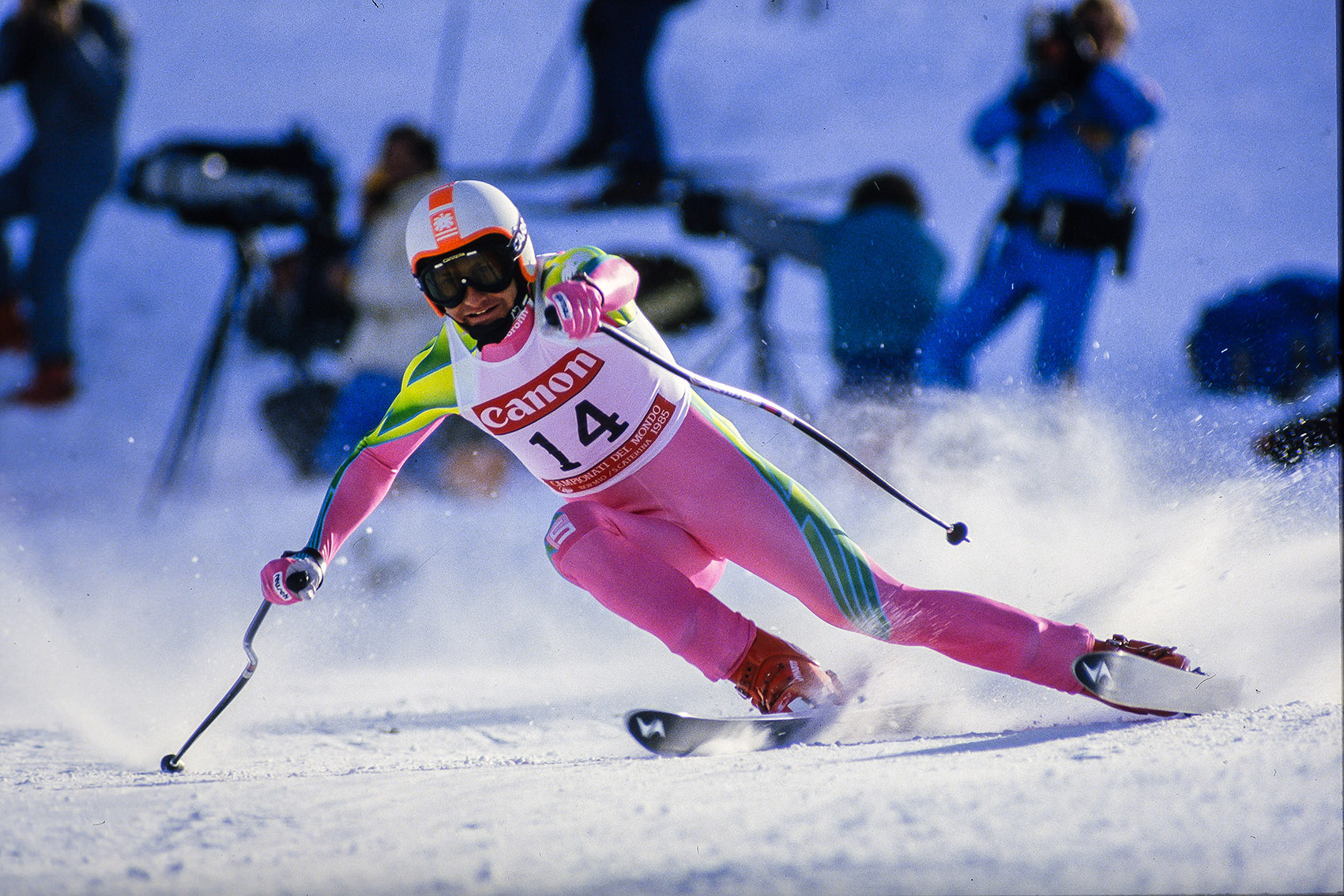
Franz Klammer bei der Abfahrt

Titelverteidiger: Harti Weirather (AUT)

Datum: 3. Februar, 12:00 Uhr

Piste: „Stelvio“, Bormio

Länge: 3680 m, Höhenunterschied: 1110 m

Tore: 31
Am Start waren 61 Läufer, 53 von ihnen erreichten das Ziel.
Sieger Zurbriggen, gerade erst aus dem Krankenhaus entlassen, hatte bereits im ersten Training am 29. Januar Bestzeit erzielt. Doch nahm er vorläufig an weiteren Trainings nicht teil, aber er gewann am 1. Februar bereits die Kombinationsabfahrt. Einer der größten Favoriten für diese Abfahrt war aber auch die aktuelle Nr. 1 in der FIS-Weltrangliste, Helmut Höflehner.

### Riesenslalom
| Platz | Land | Sportler          | Zeit        |
| ----- | ---- | ----------------- | ----------- |
| 1     | FRG  | Markus Wasmeier   | 2:28,90 min |
| 2     | SUI  | Pirmin Zurbriggen | 2:28,95 min |
| 3     | LUX  | Marc Girardelli   | 2:29,22 min |
| 4     | FRG  | Egon Hirt         | 2:30,35 min |
| 5     | AUT  | Hans Enn          | 2:30,36 min |
| 6     | ITA  | Robert Erlacher   | 2:30,53 min |
| 7     | YUG  | Rok Petrovič      | 2:31,03 min |
| 8     | YUG  | Bojan Križaj      | 2:31,26 min |
| -     | -    | -                 | -           |
| 10    | SUI  | Max Julen         | 2:31,71 min |
| 14    | SUI  | Martin Hangl      | 2:32,11 min |
| 15    | SUI  | Thomas Bürgler    | 2:32,70 min |
| 19    | AUT  | Franz Gruber      | 2:35,42 min |
| 26    | LIE  | Roland Schädler   | 2:39,01 min |

Titelverteidiger: Steve Mahre (USA) (Karriere beendet)

Datum: 7. Februar, 09:30 Uhr (1. Lauf), 13:30 Uhr (2. Lauf)

Piste: „Stelvio“, Bormio

Länge: 1319 m, Höhenunterschied: 385 m

Tore: 50 (1. Lauf), 57 (2. Lauf)
Am Start waren 99 Läufer, 51 von ihnen erreichten das Ziel.
Ausgeschieden u. a.: Anton Steiner (AUT)
Ausgeschieden u. a.: Michael Eder (FRG), Finn Christian Jagge (NOR), Günther Mader (AUT), Petar Popangelow (BUL), Ingemar Stenmark (SWE), Boris Strel (YUG), Hubert Strolz (AUT), Johan Wallner (SWE), Andreas Wenzel (LIE)

### Slalom
| Platz | Land | Sportler               | Zeit        |
| ----- | ---- | ---------------------- | ----------- |
| 1     | SWE  | Jonas Nilsson          | 1:38,82 min |
| 2     | LUX  | Marc Girardelli        | 1:38,88 min |
| 3     | AUT  | Robert Zoller          | 1:39,35 min |
| 4     | SWE  | Ingemar Stenmark       | 1:39,74 min |
| 5     | YUG  | Bojan Križaj           | 1:40,07 min |
| 6     | ITA  | Paolo De Chiesa        | 1:40,27 min |
| 7     | FRA  | Daniel Mougel          | 1:40,63 min |
| 8     | FRG  | Florian Beck           | 1:41,63 min |
| -     | -    | -                      | -           |
| 11    | SUI  | Martin Hangl           | 1:43,19 min |
| 26    | MEX  | Hubertus von Hohenlohe | 2:06,00 min |

Titelverteidiger: Ingemar Stenmark (SWE)

Datum: 10. Februar, 10:00 Uhr (1. Lauf), 13:30 Uhr (2. Lauf)

Piste: „Stelvio“, Bormio

Länge: 500 m, Höhenunterschied: 202 m

Tore: 69 (1. Lauf), 66 (2. Lauf)
Am Start waren 95 Läufer, 35 von ihnen erreichten das Ziel.
Ausgeschieden u. a.: Didier Bouvet (FRA), Thomas Bürgler (SUI), Bengt Fjällberg (SWE), Paul Frommelt (LIE), Franz Gruber (AUT), Klaus Heidegger (AUT), Max Julen (SUI), Tetsuya Okabe (JPN), Rok Petrovič (YUG), Petar Popangelow (BUL), Ernst Riedlsperger (AUT), Michel Vion (FRA), Johan Wallner (SWE), Andreas Wenzel (LIE), Frank Wörndl (FRG), Pirmin Zurbriggen (SUI)

### Kombination
| Platz | Land | Sportler               | Zeit A        | Zeit S        | Punkte |
| ----- | ---- | ---------------------- | ------------- | ------------- | ------ |
| 1     | SUI  | Pirmin Zurbriggen      | 2:00,36 (1.)  | 1:37,92 (5.)  | 7,67   |
| 2     | AUT  | Ernst Riedlsperger     | 2:03,84 (22.) | 1:37,31 (2.)  | 37,84  |
| 3     | SUI  | Thomas Bürgler         | 2:04,38 (27.) | 1:36,83 (1.)  | 39,41  |
| 4     | LIE  | Andreas Wenzel         | 2:03,52 (18.) | 1:39,08 (8.)  | 48,41  |
| 5     | FRA  | Michel Vion            | 2:05,08 (21.) | 1:37,36 (3.)  | 50,38  |
| 6     | FRA  | Franck Piccard         | 2:02,50 (7.)  | 1:41,24 (11.) | 55,14  |
| 7     | FRG  | Markus Wasmeier        | 2:01,59 (3.)  | 1:42,51 (12.) | 56,04  |
| 8     | AUT  | Günther Mader          | 2:04,34 (26.) | 1:39,74 (9.)  | 61,56  |
| -     | -    | -                      | -             | -             | -      |
| 28    | MEX  | Hubertus von Hohenlohe | 2:11,06 (54.) | 2:02,09 (28.) | 300,55 |

Titelverteidiger: Michel Vion (FRA)

Datum: 1. Februar, 11:00 Uhr (Abfahrt)
5. Februar, 10:00 Uhr / 12:30 Uhr (Slalom)
Abfahrtsstrecke: „Stelvio“, Bormio

Streckenlänge: 3480 m, Höhenunterschied: 915 m

Tore: 35
Slalomstrecke: „Stelvio“, Bormio

Länge: 500 m, Höhenunterschied: 202 m

Tore: 59 (1. Lauf), 64 (2. Lauf)
62 Fahrer waren am Start, 36 klassierten sich.
Ausgeschieden u. a.: Klaus Gattermann (FRG), Martin Hangl (SUI), Peter Lüscher (SUI), Michael Mair (ITA), Peter Roth (FRG), Anton Steiner (AUT), Sepp Wildgruber (FRG); Thomas Stangassinger (AUT) trat, als Sechster nach dem ersten Durchgang, wegen einer Verletzung zum 2. Slalom-Durchgang nicht an.

## Frauen

### Abfahrt
| Platz | Land | Sportlerin          | Zeit        |
| ----- | ---- | ------------------- | ----------- |
| 1     | SUI  | Michela Figini      | 1:26,96 min |
| 2     | SUI  | Ariane Ehrat        | 1:28,57 min |
|       | AUT  | Katharina Gutensohn | 1:28,57 min |
| 4     | AUT  | Sigrid Wolf         | 1:28,58 min |
| 5     | FRG  | Regine Mösenlechner | 1:28,64 min |
| 6     | SUI  | Maria Walliser      | 1:28,76 min |
| 7     | CAN  | Laurie Graham       | 1:29,10 min |
| 8     | SUI  | Brigitte Oertli     | 1:29,16 min |
| 9     | FRG  | Traudl Hächer       | 1:29,23 min |
| 10    | AUT  | Sylvia Eder         | 1:29,30 min |
| 11    | FRG  | Marina Kiehl        | 1:29,32 min |
| 12    | AUT  | Elisabeth Kirchler  | 1:29,37 min |
| -     | -    | -                   | -           |
| 31    | LIE  | Jolanda Kindle      | 1:35,08 min |

Titelverteidigerin: Gerry Sorensen (CAN) (Karriere beendet)

Datum: 3. Februar, 10:00 Uhr

Piste: „Cividale“, Santa Caterina Valfurva

Länge: 2523 m, Höhenunterschied: 685 m

Tore: 37
Am Start waren 36 Läuferinnen, 34 von ihnen erreichten das Ziel.
Ausgeschieden u. a.: Michaela Gerg (FRG)

### Riesenslalom
| Platz | Land | Sportlerin          | Zeit        |
| ----- | ---- | ------------------- | ----------- |
| 1     | USA  | Diann Roffe         | 2:18,53 min |
| 2     | AUT  | Elisabeth Kirchler  | 2:19,13 min |
| 3     | USA  | Eva Twardokens      | 2:19,21 min |
| 4     | USA  | Debbie Armstrong    | 2:19,26 min |
| 5     | FRG  | Marina Kiehl        | 2:19,60 min |
| 6     | FRG  | Traudl Hächer       | 2:20,14 min |
| 7     | FRG  | Maria Epple         | 2:20,34 min |
| 8     | SUI  | Maria Walliser      | 2:20,51 min |
| -     | -    | -                   | -           |
| 11    | SUI  | Erika Hess          | 2:20,79 min |
| 12    | SUI  | Vreni Schneider     | 2:20,82 min |
| 14    | FRG  | Michaela Gerg       | 2:21,06 min |
| 15    | SUI  | Michela Figini      | 2:21,59 min |
| 17    | AUT  | Anita Wachter       | 2:22,14 min |
| 25    | LIE  | Ursula Konzett      | 2:24,12 min |
| 31    | AUT  | Katharina Gutensohn | 2:26,40 min |
| 32    | LIE  | Jolanda Kindle      | 2:26,60 min |

Titelverteidigerin: Erika Hess (SUI)

Datum: 6. Februar, 10:00 Uhr (1. Lauf), 13:30 Uhr (2. Lauf)

Piste: „Cividale“, Santa Caterina Valfurva

Länge: 1270 m, Höhenunterschied: 345 m

Tore: 48 (1. Lauf), 47 (2. Lauf)
Am Start waren 55 Läuferinnen, 46 von ihnen erreichten das Ziel.
Ausgeschieden u. a.: Tamara McKinney (USA), Karen Percy (CAN)

### Slalom
| Platz | Land | Sportlerin           | Land        |
| ----- | ---- | -------------------- | ----------- |
| 1     | FRA  | Perrine Pelen        | 1:29,58 min |
| 2     | FRA  | Christelle Guignard  | 1:29,93 min |
| 3     | ITA  | Paoletta Magoni      | 1:29,98 min |
| 4     | AUT  | Anni Kronbichler     | 1:30,18 min |
| 5     | SUI  | Brigitte Oertli      | 1:30,21 min |
| 6     | POL  | Dorota Tlałka        | 1:30,43 min |
| 7     | POL  | Małgorzata Tlałka    | 1:30,54 min |
| 8     | SUI  | Corinne Schmidhauser | 1:30,72 min |
| 9     | SUI  | Brigitte Gadient     | 1:30,79 min |
| -     | -    | -                    | -           |
| 12    | AUT  | Sylvia Eder          | 1:32,36 min |
| 21    | FRG  | Marina Kiehl         | 1:36,59 min |

Titelverteidigerin: Erika Hess (SUI)

Datum: 9. Februar, 10:00 Uhr (1. Lauf), 13:30 Uhr (2. Lauf)

Piste: „Stelvio“, Bormio

Länge: 500 m, Höhenunterschied: 167 m

Tore: 58 (1. Lauf), 54 (2. Lauf)
Am Start waren 52 Läuferinnen, 27 von ihnen erreichten das Ziel.
Ausgeschieden u. a.: Michaela Gerg (FRG), Maria Epple (FRG), Traudl Hächer (FRG), Erika Hess (SUI), Ursula Konzett (LIE), Kerrin Lee-Gartner (CAN), Tamara McKinney (USA), Maria Rosa Quario (ITA), Veronika Šarec (YUG), Roswitha Steiner (AUT), Anita Wachter (AUT), Daniela Zini (ITA)

### Kombination
| Platz | Land | Sportler            | Zeit A        | Zeit S        | Punkte |
| ----- | ---- | ------------------- | ------------- | ------------- | ------ |
| 1     | SUI  | Erika Hess          | 1:17,47 (16.) | 1:30,79 (1.)  | 18,72  |
| 2     | AUT  | Sylvia Eder         | 1:16,68 (6.)  | 1:34,17 (5.)  | 34,42  |
| 3     | USA  | Tamara McKinney     | 1:18,06 (22.) | 1:32,80 (3.)  | 44,45  |
| 4     | SUI  | Brigitte Oertli     | 1:16,60 (4.)  | 1:36,25 (10.) | 50,36  |
| 5     | FRA  | Hélène Barbier      | 1:18,04 (21.) | 1:33,77 (4.)  | 52,16  |
| 6     | FRG  | Traudl Hächer       | 1:16,41 (2.)  | 1:37,44 (11.) | 57,25  |
| 7     | USA  | Eva Twardokens      | 1:18,20 (24.) | 1:34,50 (7.)  | 60,51  |
| 8     | AUT  | Veronika Wallinger  | 1:16,67 (5.)  | 1:37,54 (12.) | 62,10  |
| 9     | LIE  | Ursula Konzett      | 1:20,88 (39.) | 1:32,40 (2.)  | 84,79  |
| 10    | FRG  | Marina Kiehl        | 1:16,93 (9.)  | 1:39,81 (15.) | 84,88  |
| -     | -    | -                   | -             | -             | -      |
| 13    | FRG  | Michaela Gerg       | 1:17,18 (12.) | 1:40,90 (17.) | 98,75  |
| 14    | FRG  | Regine Mösenlechner | 1:16,96 (10.) | 1:41,85 (18.) | 98,77  |
| 19    | AUT  | Sigrid Wolf         | 1:16,98 (11.) | 1:42,85 (19.) | 110,77 |
| 21    | SUI  | Maria Walliser      | 1:16,26 (1.)  | 1:48,37 (22.) | 145,23 |

Titelverteidigerin: Erika Hess (SUI)

Datum: 31. Januar, 11:00 Uhr (Abfahrt)
4. Februar, 10:00 Uhr / 12:30 Uhr (Slalom)
Abfahrtsstrecke: „Cividale“, Santa Caterina Valfurva

Streckenlänge: 2385 m, Höhenunterschied: 640 m

Tore: 31
Slalomstrecke: „Stelvio“, Bormio

Höhenunterschied: 167 m

Tore: 56 (1. Lauf), 57 (2. Lauf)
41 Fahrerinnen waren am Start, 27 klassierten sich.
Ausgeschieden u. a.: Debbie Armstrong (USA), Olga Charvátová (TCH), Blanca Fernández Ochoa (ESP), Michela Figini (SUI), Zoë Haas (SUI), Elisabeth Kirchler (AUT), Kerrin Lee-Gartner (CAN), Paoletta Magoni (ITA), Carole Merle (FRA), Maria Rosa Quario (ITA), Liisa Savijarvi (CAN), Daniela Zini (ITA)

## Medaillenspiegel
| Platz | Land               | Gold | Silber | Bronze | Gesamt |
| ----- | ------------------ | ---- | ------ | ------ | ------ |
| 1     | Schweiz            | 4    | 3      | 1      | 8      |
| 2     | Frankreich         | 1    | 1      | –      | 2      |
| 3     | Vereinigte Staaten | 1    | –      | 3      | 4      |
| 4     | BR Deutschland     | 1    | –      | –      | 1      |
|       | Schweden           | 1    | –      | –      | 1      |
| 6     | Österreich         | –    | 4      | 1      | 5      |
| 7     | Luxemburg          | –    | 1      | 1      | 2      |
| 8     | Italien            | –    | –      | 1      | 1      |